# Parę chwil (singel Marty Bijan)
Parę chwil – singel polskiej piosenkarki Marty Bijan. Singel został wydany 16 lipca 2024.
Kompozycja znalazła się na 7. miejscu listy OLiA, najczęściej odtwarzanych utworów w polskich rozgłośniach radiowych.

## Geneza utworu i historia wydania
Utwór napisali i skomponowali Marta Bijan, Frank Bo, Patryk Kumór, Dominic Buczkowski-Wojtaszek, Maria Dzięcielak i Emilian Waluchowski, natomiast za produkcję utworu odpowiadał Hotel Torino.
Singel ukazał się w formacie digital download 16 lipca 2024 w Polsce za pośrednictwem wytwórni płytowej DB4 Management w dystrybucji Warner Music Poland.
Kompozycja została nominowana do nagrody Bursztynowego Słowika na Top of the Top Sopot Festival 2024.

## „Parę chwil” w stacjach radiowych
Nagranie było notowane na 7. miejscu w zestawieniu OLiA, najczęściej odtwarzanych utworów w polskich rozgłośniach radiowych.

## Teledysk
Do utworu powstał teledysk w reżyserii Anny Sobczuk-Bijan, który udostępniono w dniu premiery singla za pośrednictwem serwisu YouTube.

## Lista utworów
- Digital download[2]

1. „Parę chwil” – 2:52

## Notowania
| Kraj   | Lista (2024)                   | Najwyższa pozycja |
| ------ | ------------------------------ | ----------------- |
| Polska | OLiS – oficjalna lista airplay | 7                 |

| Kraj   | Lista (2024)                   | Pozycja |
| ------ | ------------------------------ | ------- |
| Polska | OLiS – oficjalna lista airplay | 68      |

## Wyróżnienia
| Rok  | Konkurs                            | Kategoria          | Rezultat    |
| ---- | ---------------------------------- | ------------------ | ----------- |
| 2024 | Top of the Top Sopot Festival 2024 | Bursztynowy Słowik | Nominacja   |
| 2024 | Przebój roku RMF FM 2024           | Przebój roku       | 94. miejsce |